# اویل سیتی (کنتاکی)
اویل سیتی (به انگلیسی: Oil City) یک منطقهٔ مسکونی در ایالات متحده آمریکا است که در شهرستان برن، کنتاکی واقع شده‌است. اویل سیتی ۱۹۶٫۹ متر بالاتر از سطح دریا واقع شده‌است.